# Oscaruddelingen 2015
Oscaruddelingen 2015 var den 87. udgave af oscaruddelingen og fandt sted 22. februar 2015 i Dolby Theatre i Hollywood. Neil Patrick Harris var vært for første gang.
I Danmark blev uddelingen vist på TV 2 med Stéphanie Surrugue som studievært.
Prisen som årets bedste film blev tildelt Birdman, der også vandt for bedste instruktør, bedste fotografering og bedste manuskript.

## Nomineringer og prisvindere
Nedenfor angives film nomineret i hver af kategorierne. Vinderen er fremhævet med fede typer. 
| Bedste film | Bedste instruktør |
| --- | --- |
| - Birdman – Alejandro González Iñárritu, John Lesher og James W. Skotchdopole - American Sniper – Clint Eastwood, Robert Lorenz, Andrew Lazar, Bradley Cooper og Peter Morgan - Boyhood – Richard Linklater og Cathleen Sutherland - The Grand Budapest Hotel – Wes Anderson, Scott Rudin, Steven M. Rales og Jeremy Dawson - The Imitation Game – Nora Grossman, Ido Ostrowsky og Teddy Schwarzman - Selma – Christian Colson, Oprah Winfrey, Dede Gardner og Jeremy Kleiner - Teorien om alting – Tim Bevan, Eric Fellner, Lisa Bruce og Anthony McCarten - Whiplash – Jason Blum, Helen Estabrook og David Lancaster | - Alejandro González Iñárritu – Birdman - Wes Anderson – The Grand Budapest Hotel - Richard Linklater – Boyhood - Bennett Miller – Foxcatcher - Morten Tyldum – The Imitation Game |
| Bedste mandlige hovedrolle | Bedste kvindelige hovedrolle |
| - Eddie Redmayne – Teorien om alting som Stephen Hawking - Steve Carell – Foxcatcher som John du Pont - Bradley Cooper – American Sniper som Chris Kyle - Benedict Cumberbatch – The Imitation Game som Alan Turing - Michael Keaton – Birdman som Riggan Thomson | - Julianne Moore – Jeg er stadig Alice som Dr. Alice Howland - Marion Cotillard – To dage, en nat som Sandra Bya - Felicity Jones – Teorien om alting som Jane Hawking - Rosamund Pike – Kvinden der forsvandt som Amy Elliott-Dunne - Reese Witherspoon – Wild som Cheryl Strayed |
| Bedste mandlige birolle | Bedste kvindelige birolle |
| - J. K. Simmons – Whiplash som Terence Fletcher - Robert Duvall – The Judge som Judge Joseph Palmer - Ethan Hawke – Boyhood som Mason Evans, Sr. - Edward Norton – Birdman som Mike Shiner - Mark Ruffalo – Foxcatcher som Dave Schultz | - Patricia Arquette – Boyhood som Olivia Evans - Laura Dern – Wild som Barbara "Bobbi" Grey - Keira Knightley – The Imitation Game som Joan Clarke - Emma Stone – Birdman som Sam Thomson - Meryl Streep – Into the Woods som Heksen |
| Bedste manuskript | Bedste filmatisering |
| - Birdman – Alejandro González Iñárritu, Nicolás Giacobone, Alexander Dinelaris, Jr. og Armando Bo - Boyhood – Richard Linklater - Foxcatcher – E. Max Frye og Dan Futterman - The Grand Budapest Hotel – Wes Anderson og Hugo Guinness - Nightcrawler – Dan Gilroy | - The Imitation Game – Graham Moore efter Alan Turing: The Enigma af Andrew Hodges - American Sniper – Jason Hall efter American Sniper af Chris Kyle, Scott McEwen and Jim DeFelice - Inherent Vice – Paul Thomas Anderson efter Inherent Vice af Thomas Pynchon - Teorien om alting – Anthony McCarten efter Travelling to Infinity: My Life with Stephen af Jane Wilde Hawking - Whiplash – Damien Chazelle efter hans kortfilm af samme navn                   |
| Bedste animationsfilm | Bedste udenlandske film |
| - Big Hero 6 – Don Hall, Chris Williams og Roy Conli - Æsketroldene – Anthony Stacchi, Graham Annable og Travis Knight - Sådan træner du din drage 2 – Dean DeBlois og Bonnie Arnold - Sangen fra havet – Tomm Moore og Paul Young - Fortællingen om prinsesse Kaguya – Isao Takahata og Yoshiaki Nishimura | - Ida (Polen) – Paweł Pawlikowski - Leviathan (Rusland) – Andrey Zvyagintsev - Tangerines (Estland) – Zaza Urushadze - Timbuktu (Mauretanien) – Abderrahmane Sissako - Wild Tales (Argentina) – Damián Szifrón |
| Bedste dokumentar | Bedste korte dokumentar |
| - Citizenfour – Laura Poitras, Mathilde Bonnefoy og Dirk Wilutsky - Finding Vivian Maier – John Maloof og Charlie Siskel - Last Days in Vietnam – Rory Kennedy og Keven McAlester - The Salt of the Earth – Wim Wenders, Lélia Wanick Salgado og David Rosier - Virunga – Orlando von Einsiedel og Joanna Natasegara | - Crisis Hotline: Veterans Press 1 – Ellen Goosenberg Kent og Dana Perry - Joanna – Aneta Kopacz - Our Curse – Tomasz Śliwiński and Maciej Ślesicki - The Reaper (La Parka) – Gabriel Serra Arguello - White Earth – J. Christian Jensen |
| Bedste kortfilm | Bedste korte animationsfilm |
| - The Phone Call – Mat Kirkby og James Lucas - Aya – Oded Binnun og Mihal Brezis - Boogaloo and Graham – Michael Lennox og Ronan Blaney - Butter Lamp (La Lampe au beurre de yak) – Hu Wei og Julien Féret - Parvaneh – Talkhon Hamzavi og Stefan Eichenberger | - Feast – Patrick Osborne og Kristina Reed - The Bigger Picture – Daisy Jacobs og Christopher Hees - The Dam Keeper – Robert Kondo og Dice Tsutsumi - Me and My Moulton – Torill Kove - A Single Life – Joris Oprins |
| Bedste musik | Bedste sang |
| - The Grand Budapest Hotel – Alexandre Desplat - The Imitation Game – Alexandre Desplat - Interstellar – Hans Zimmer - Mr. Turner – Gary Yershon - Teorien om alting – Jóhann Jóhannsson | - "Glory" fra Selma – Tekst og musik af John Legend og Common - "Everything Is Awesome" fra LEGO Filmen – Tekst og musik af Shawn Patterson - "Grateful" fra Beyond the Lights – Tekst og musik af Diane Warren - "I'm Not Gonna Miss You" fra Glen Campbell: I'll Be Me – Tekst og musik af Glen Campbell og Julian Raymond - "Lost Stars" fra Begin Again – Tekst og musik af Gregg Alexander og Danielle Brisebois                                              |
| Bedste lydredigering | Bedste lyd |
| - American Sniper – Alan Robert Murray og Bub Asman - Birdman – Martin Hernández og Aaron Glascock - Hobbitten: Femhæreslaget – Brent Burge og Jason Canovas - Interstellar – Richard King - Unbroken – Becky Sullivan og Andrew DeCristofaro | - Whiplash – Craig Mann, Ben Wilkins og Thomas Curley - American Sniper – John Reitz, Gregg Rudloff og Walt Martin - Birdman – Jon Taylor, Frank A. Montaño og Thomas Varga - Interstellar – Gary A. Rizzo, Gregg Landaker og Mark Weingarten - Unbroken – Jon Taylor, Frank A. Montaño og David Lee |
| Bedste scenografi | Bedste fotografering |
| - The Grand Budapest Hotel – Adam Stockhausen og Anna Pinnock - The Imitation Game – Maria Djurkovic og Tatiana Macdonald - Interstellar – Nathan Crowley og Gary Fettis - Into the Woods – Dennis Gassner og Anna Pinnock - Mr. Turner – Suzie Davies og Charlotte Watts | - Birdman – Emmanuel Lubezki - The Grand Budapest Hotel – Robert Yeoman - Ida – Łukasz Żal og Ryszard Lenczewski - Mr. Turner – Dick Pope - Unbroken – Roger Deakins |
| Bedste make-up | Bedste kostumer |
| - The Grand Budapest Hotel – Frances Hannon og Mark Coulier - Foxcatcher – Bill Corso og Dennis Liddiard - Guardians of the Galaxy – Elizabeth Yianni-Georgiou and David White | - The Grand Budapest Hotel – Milena Canonero - Inherent Vice – Mark Bridges - Into the Woods – Colleen Atwood - Maleficent – Anna B. Sheppard og Jane Clive - Mr. Turner – Jacqueline Durran |
| Bedste klipning | Bedste visuelle effekter |
| - Whiplash – Tom Cross - American Sniper – Joel Cox and Gary D. Roach - Boyhood – Sandra Adair - The Grand Budapest Hotel – Barney Pilling - The Imitation Game – William Goldenberg | - Interstellar – Paul Franklin, Andrew Lockley, Ian Hunter og Scott Fisher - Captain America: The Winter Soldier – Dan DeLeeuw, Russell Earl, Bryan Grill og Dan Sudick - Dawn of the Planet of the Apes – Joe Letteri, Dan Lemmon, Daniel Barrett og Erik Winquist - Guardians of the Galaxy – Stephane Ceretti, Nicolas Aithadi, Jonathan Fawkner og Paul Corbould - X-Men: Days of Future Past – Richard Stammers, Lou Pecora, Tim Crosbie og Cameron Waldbauer |

## Film med flere nomineringer
| Nomineringer | Film                     |
| ------------ | ------------------------ |
| 9            | Birdman                  |
| 9            | The Grand Budapest Hotel |
| 8            | The Imitation Game       |
| 6            | American Sniper          |
| 6            | Boyhood                  |
| 5            | Foxcatcher               |
| 5            | Interstellar             |
| 5            | Teorien om alting        |
| 5            | Whiplash                 |
| 4            | Mr. Turner               |
| 3            | Into the Woods           |
| 3            | Unbroken                 |
| 2            | Guardians of the Galaxy  |
| 2            | Ida                      |
| 2            | Inherent Vice            |
| 2            | Selma                    |
| 2            | Wild                     |